# 麥迪遜鎮區 (愛荷華州溫納希克縣)
麥迪遜鎮區（英語：Madison Township）是位於美國愛荷華州溫納希克縣的一個行政鎮區。

## 地方資料
根據2010年美國人口普查的數據，麥迪遜鎮區的面積為92.93平方千米，當中陸地面積為92.93平方千米，而水域面積為0.00平方千米。當地共有人口436人，而人口密度為每平方千米4.69人。